# Ретроперитонеална фиброза
Ретроперитонеална фиброза (РПФ) је болест повезана са пролиферацијом фиброзног ткива у ретроперитонеални простор, у коме замењује здраво ткиво. Понекад дегенерише у опструктивну уропатију и бубрежну инсуфицијенцију. Њена могућа корелација са шистозомијазом је недавно проучавана 

## Епидемиологија
Болест углавном погађа мушкарце од треће па све до скоро целе четврте деценије живота. 

## Етиологија
Ретроперитонеална фиброза је повезана са различитим имунолошким стањима у којима највероватније одговор на имуносупресију доводи претпоставке да аутоимуни узрок лежи у основи идиопатске РПФ.  Многи од ових раније идиопатских случајева сада се могу приписати болести повезаној са IgG4, аутоимуним поремећајем како је предложено 2003. године.
Трећина случајева је секундарна услед тумора, лекова ( метисергид, хидралазин, бета-блокатори), аортне анеуризме или неких инфекција. Понекад се јавља као споредни ефекат код разних болести, као у случају аутоимуног панкреатитиса.  Нови докази указују на то да су професионална изложеност азбесту и пушење дувана такође јаки, синергијски фактори ризика за развој идиопатске РПФ, што наглашава важност превентивних мера код популација високог ризика.
У остале факторе ризика спадају:
- болест везивног ткива[7][8]
- Риделов тиреоидитис,[9]
- склерозирајући холангитис,
- мембранску нефропатију,[10]
- анкилозни спондилитис,
- инфламаторна болест црева,
- АНЦА-асоцирани васкулитис,[10]
- аутоимуни панкреатитис,[11][12][13]
- саркоидоза,
- примарну билијарну цирозу,
- инфламаторну анеуризму абдоминалне аорте.[14][15]

## Клиничка слика
Клинички симптоми и знаци РПФ укључују:
- повраћање,
- грозницу,
- општу слабост са боловима у стомаку,
- лумбаго,
- артеријску хипертензију,
- олигурију, анурију, полиурију,
- хематурију.

## Дијагноза
Иако се дијагноза ретроперитонеалне фиброзе може  поставити на основу лабораторијских налаза, компјутеризована томографија (КТ) је најбоља дијагностичка метода код присуства конфлуентне маса која окружује аорту и заједничке илијачне артерије. За разлику од КТ магнетна резонантна томографија (МРТ) има низак интензитет Т1 сигнала и варијабилни Т2 сигнал. Малигна ретроперитонеална фиброза обично даје неуједначене МРТ сигнале, јер је гломазна, протеже се изнад бубрежних артерија или помера аорту антериорно. Поред тога, малигна ретроперитонеална фиброза ређе помера уретере медијално у поређењу са другим узроцима ретроперитонеалне фиброзе.
Иако се биопсија обично не препоручује, прикладна је када се сумња на малигнитет или инфекцију. Биопсију треба извршити и ако је локација фиброзе атипична или ако постоји неадекватан одговор на почетни третман.  
На позитронској емисионој томографији (ПЕТ) са флудеоксиглукозом  (ФДГ), акумулација ФДГ се показује у погођеном подручју.
Ултрасонографија се може користити за процену хидронефрозе.

## Терапија
У одсуству тешке опструкције уринарног тракта (што обично захтева операцију оменталне овојнице), лечење се обично у почетку врши глукокортикоидима. Након тога следе антиреуматски лекови као што су агенси који штеде стероиде или су рефракторни на стероиде. Показало се да је тамоксифен побољшао стање у неколико малих студија, иако је тачан механизам његовог деловања нејасан.
Лечење диурезе
Након ублажавања дуготрајне опструкције, очекује се физиолошка диуреза. Ово је обично самоограничавајући процес и може се конзервативно лечити надокнадом течности и електролита.
Диуреза уреом је најчешћа иако је самоограничавајућа и траје 24-48 сати. Потребно је праћење равнотеже течности и електролита. Осим ако није другачије контраиндиковано, повећан орални унос течности требало би да буде довољан.
Диуреза натријума је друга најчешћа форма постопструктивне диурезе. Обично је самоограничавајућа, али може имати дуже трајање (> 72 часа) и захтева агресивније праћење равнотеже течности и електролита (нпр. унос и излучивање (I/O), централног венског притиска (CVP) и електролита у урину и серуму).
Код најтежих облика, неопходна је операција (за уклањање фиброзе и поправку оштећења оближњег ткива)  или уградња стента ако постоји блокада у уретера (који ће га одржавати отвореним).
Код мање озбиљних облика, довољна је само примена глукокортикоида. 